# Пойенари (замък)
Замъкът Пойенари, също така известен като Пойенарска крепост (Cetatea Poenari) е разрушен замък на територията на Румъния, окръг Арджеш, близо до с. Къпъцънени Пъмътени в община Арефу, върху каньон, създаден от река Арджеш, близо до Фъгърашките планини. Намира се на скала отдясно на Трансфъгърашкото шосе, което пробива път през планините. Пойенарският замък е едно от най-обитаваните от духове места на света.
Построен е в началото на 13 век от влашките владетели. Около 14 век той е основната крепост на династията Басараб. През следващите десетилетия замъкът няколко пъти сменя притежателите си, но накрая е изоставен и пада.
През 15 век Влад Цепеш разбира стратегическия потенциал на замъка и го реставрира и укрепва, след което го прави една от най-важните си крепости.
Въпреки че замъкът е използван много години след смъртта на Влад през 1476 г., в началото на 16 век е изоставен и пада отново през 17 век. Поради мащаба и местоположението си, замъкът се опира дори и на силите на природата. Накрая, през 1888 г., свлачище изпраща част от замъка в реката долу. Днес той е донякъде възстановен и стените и кулата му стоят и до днес.